# Estat de Bauchi
L'Estat de Bauchi és un dels trenta-sis estats que formen la República Federal de Nigèria amb capital a la ciutat de Bauchi. Bauchi té una extensió de 45.837 quilòmetres quadrats (similar a la d'Estònia). Limita al nord amb els estats de Jigawa, Kano i Yobe, a l'est amb l'estat de Gombe, al sud amb els estats de Plateau i Taraba i a l'oest amb l'estat de Kaduna.

## Història
En època colonial fou part de la província de Bauchi-Plateau de la regió Nord de Nigèria. El 1967 la regió es va dividir en diversos estats entre els quals el Nord-oriental del que Bauchi (com a província) va formar part junt amb les províncies d'Adamawa i de Borno. El que avui és conegut com l'estat de Bauchi va ser creat el 1976 segregat del que llavors era l'estat Nord-oriental de Nigèria.

## Geografia
L'estat de Bauchi és un dels estats a la part nord de Nigèria que abasta dues zones de vegetació distintives, la sabana sudanesa i la sabana del Sahel. La sabana sudanesa cobreix la part sud de l'estat on la vegetació es fa més rica, especialment al llarg de fonts d'aigua o rius, però en general la vegetació és menys uniforme i les herbes són més curtes que el que s'obté més al sud, és a dir a la zona forestal de la banda mitjana. El tipus de la sabana del Sahel que també es coneix com la vegetació semidesèrtica, es posa de manifest a partir de mitjans de l'estat i cap a la part nord de l'estat. Les característiques d'aquest tipus de vegetació comprenen de fils aïllats d'arbustos espinosos. D'altra banda, la part sud de l'estat és muntanyosa, com a resultat de la continuació de l'altiplà de Jos, mentre que la part nord és generalment de sorra. Els rius principals són el Gongola i el Jamaare; els embasaments destacats són Gubi i Tilden Fulani. Hi ha un llac anomenat Maladumba a la LGA de Misau.
Administrativament està dividit en tres zones senatorials (divisions): Northern, Central i Southern, cadascuna amb un senador que la representa al senat, mentre que a la Cambra de Representants l'estat té 12 diputats; l'assemblea de l'estat té 31 membres.
Bauchi inclou sis emirats tradicionals: Bauchi, Katagum, Misau, Jamaare, Ningi i Dass.
L'estat se subdivideix internament en un total de vint àrees d'administració local (LGA) a saber:
- Alkaleri
- Bauchi
- Bogoro
- Dambam
- Darazo
- Dass
- Gamawa
- Ganjuma
- Giyade
- Itas/Gadau
- Jama'are
- Katagum
- Kirfi
- Misau
- Ningi
- Shira
- Tafawa Balewa
- Toro
- Warji
- Zaki

Aquest estat té una població de 4.880.573 persones (dades del cens de l'any 2006). La densitat poblacional és de 106,5 habitants per cada quilòmetre quadrat. D'acord amb el cens de 1991, l'Estat en les seves fronteres actuals tenia 3.836.333 descomptats ja els que vivien a Gombe (que es va segregar el 1996).
Hi ha un total de 55 grups ètnics (els principals Hausa, Fulani, Gerawa, Sayawa, Jarawa, Bulewa, Kare-Kare, Kanuri, Warjawa, Zulawa i Badawa).